# Campeonato Mundial de Halterofilismo de 2010 - Até 69 kg feminino
A categoria até 69 kg feminino foi um evento do Campeonato Mundial de Halterofilismo de 2010, disputado no Centro de Exposição de Antália, em Antália, na Turquia, entre 21 e 22 de setembro de 2010. 

## Calendário
Horário local (UTC+3)
| Dia            | Horário | Fase    |
| -------------- | ------- | ------- |
| 21 de setembro | 12:00   | Grupo C |
| 22 de setembro | 17:00   | Grupo B |
| 22 de setembro | 20:00   | Grupo A |

## Medalhistas
| Evento    | Ouro                    | Ouro   | Prata          | Prata  | Bronze                | Bronze |
| --------- | ----------------------- | ------ | -------------- | ------ | --------------------- | ------ |
| Arranque  | Svetlana Shimkova (RUS) | 116 kg | Kang Yue (CHN) | 113 kg | Meline Daluzyan (ARM) | 112 kg |
| Arremesso | Svetlana Shimkova (RUS) | 140 kg | Kang Yue (CHN) | 140 kg | Meline Daluzyan (ARM) | 139 kg |
| Total     | Svetlana Shimkova (RUS) | 256 kg | Kang Yue (CHN) | 253 kg | Meline Daluzyan (ARM) | 251 kg |

## Recordes
Antes desta competição, o recorde mundial da prova era o seguinte:
| Recorde         | Tipo      | Atleta               | Peso   | Local         | Data                   |
| Recorde Mundial | Arranque  | Oxana Slivenko (RUS) | 123 kg | Santo Domingo | 4 de outubro de 2006   |
| Recorde Mundial | Arremesso | Zarema Kasaeva (RUS) | 157 kg | Doha          | 13 de novembro de 2005 |
| Recorde Mundial | Total     | Oxana Slivenko (RUS) | 276 kg | Chiang Mai    | 24 de setembro de 2007 |

## Resultado
Os resultados foram os seguintes. 
| Pos.              | Atleta                       | Grupo | Peso  | Arranque (kg) | Arranque (kg) | Arranque (kg) | Arranque (kg)     | Arremesso (kg) | Arremesso (kg) | Arremesso (kg) | Arremesso (kg)    | Total |
| Pos.              | Atleta                       | Grupo | Peso  | 1             | 2             | 3             | Resultado         | 1              | 2              | 3              | Resultado         | Total |
| ----------------- | ---------------------------- | ----- | ----- | ------------- | ------------- | ------------- | ----------------- | -------------- | -------------- | -------------- | ----------------- | ----- |
| Medalha de ouro   | Svetlana Shimkova (RUS)      | A     | 68.23 | 108           | 112           | 116           | Medalha de ouro   | 135            | 140            | 140            | Medalha de ouro   | 256   |
| Medalha de prata  | Kang Yue (CHN)               | A     | 68.26 | 105           | 113           | 113           | Medalha de prata  | 130            | 130            | 140            | Medalha de prata  | 253   |
| Medalha de bronze | Meline Daluzyan (ARM)        | A     | 67.32 | 108           | 112           | 115           | Medalha de bronze | 134            | 139            | 139            | Medalha de bronze | 251   |
| 4                 | Zhang Shaoling (MAC)         | A     | 68.72 | 106           | 109           | 109           | 4                 | 130            | 136            | 137            | 4                 | 243   |
| 5                 | Leydi Solís (COL)            | A     | 68.42 | 105           | 109           | 109           | 5                 | 130            | 133            | 136            | 5                 | 241   |
| 6                 | Sinta Darmariani (INA)       | A     | 68.25 | 97            | 100           | 100           | 10                | 128            | 132            | 135            | 6                 | 232   |
| 7                 | Christine Girard (CAN)       | B     | 68.70 | 97            | 101           | 104           | 6                 | 127            | 132            | 132            | 7                 | 231   |
| 8                 | Esmat Mansour (EGY)          | A     | 64.85 | 96            | 100           | 103           | 7                 | 120            | 124            | 128            | 10                | 227   |
| 9                 | Nguyễn Thị Phương Loan (VIE) | A     | 67.94 | 95            | 100           | 105           | 9                 | 120            | 125            | 125            | 8                 | 225   |
| 10                | Olga Zubova (RUS)            | B     | 68.40 | 90            | 95            | 98            | 12                | 115            | 120            | 125            | 9                 | 223   |
| 11                | Ewa Mizdal (POL)             | A     | 68.64 | 93            | 95            | 97            | 13                | 118            | 118            | 124            | 11                | 221   |
| 12                | Eszter Krutzler (HUN)        | B     | 68.68 | 97            | 101           | 104           | 8                 | 120            | 120            | 125            | 13                | 221   |
| 13                | Anna Nurmukhambetova (KAZ)   | B     | 68.52 | 95            | 100           | 100           | 11                | 120            | 124            | 124            | 12                | 220   |
| 14                | Beti Feriyani (INA)          | B     | 68.27 | 96            | 101           | 101           | 14                | 116            | 121            | 125            | 15                | 212   |
| 15                | Ayano Tani (JPN)             | B     | 68.78 | 89            | 89            | 92            | 19                | 117            | 120            | 123            | 14                | 212   |
| 16                | Solenny Villasmil (VEN)      | B     | 64.24 | 89            | 93            | 93            | 16                | 110            | 113            | 113            | 18                | 206   |
| 17                | Liliane Menezes (BRA)        | C     | 68.27 | 90            | 90            | 92            | 18                | 110            | 114            | 120            | 17                | 206   |
| 18                | Natasha Perdue (GBR)         | C     | 68.17 | 90            | 93            | 95            | 15                | 110            | 110            | 113            | 23                | 205   |
| 19                | Danica Rue (USA)             | B     | 68.49 | 90            | 93            | 93            | 20                | 112            | 115            | 117            | 16                | 205   |
| 20                | Anna Leśniewska (POL)        | B     | 65.66 | 87            | 89            | 90            | 22                | 110            | 113            | 116            | 19                | 202   |
| 21                | Rosa Tenorio (ECU)           | B     | 67.96 | 88            | 92            | 92            | 17                | 107            | 110            | 114            | 22                | 202   |
| 22                | Anett Goppold (GER)          | B     | 68.53 | 87            | 90            | 90            | 21                | 108            | 110            | 112            | 20                | 202   |
| 23                | Valérie Lefebvre (CAN)       | C     | 67.86 | 86            | 89            | 91            | 23                | 110            | 113            | 113            | 21                | 199   |
| 24                | Bianka Bazsó (HUN)           | C     | 65.99 | 80            | 85            | 88            | 24                | 103            | 108            | 111            | 24                | 196   |
| 25                | Raquel Alonso (ESP)          | C     | 68.65 | 80            | 85            | 88            | 25                | 103            | 108            | 111            | 25                | 196   |
| 26                | Lu Ying-chi (TPE)            | C     | 67.09 | 80            | 85            | 85            | 26                | 100            | 105            | —              | 26                | 190   |
| 27                | Pavla Kladivová (CZE)        | C     | 68.44 | 84            | 84            | 88            | 27                | 103            | 108            | 109            | 27                | 187   |
| —                 | Norma Figueroa (PUR)         | C     | 68.93 | 86            | 86            | 90            | —                 | 110            | 115            | 120            | —                 | —     |